# レプッブリカ駅 (ミラノ地下鉄)
レプッブリカ (Repubblica) は、ミラノ地下鉄M3線 （黄）の駅の一つ。1990年に完成した。
駅は同名の広場の地下にある。島式ホームとなっている。
ミラノ近郊鉄道の通過線S1、S2、S5、S6、S12、S13線の同名の駅との接続駅である。
レプッブリカMM駅はファシスト時代の同名の広場にトゥラーティ通りとの交差点に古いミラノ中央駅（1931年まで利用され、1932年に取壊されたが、それは表面だけで約7mの道路階については増築された）が使っていた土地の一部に作られた。
新しい中央駅（ヴィットール・ピザーニ通り沿いに約600m）近く、交通の便がいい箇所であり、ミラノの中心と中央駅の間でミラノ・ボヴィーザで空港行きマルペンサ・エクスプレスに接続する通過線への乗換え場所となっている。
駅は多くの高級ホテル、事務所、有名企業の登記場所、歴史家ピシーナ・コッツィ、常設美術展、パラッツォ・ドゥニャーニ、ロンバルディア州のいくつかの機関の事務所がある地区にある。
ミラノ高層ビルの麓にあり、ピレリ・ビルから少し離れた場所にある。将来的にはヴェネツィア門とガリバルディ門に挟まれた都市地区に作られる「モードと制度の新極の街」と呼ばれる地区に組み込まれるであろう。